# 1989 ve filmu

## Filmy roku 1989

### České filmy
- Čas sluhů (režie: Irena Pavlásková)
- Obyčajný špás (režie: Alois Ditrich)
- Slunce, seno a pár facek (režie: Zdeněk Troška)
- Tma/Světlo/Tma (režie: Jan Švankmajer)
- Vážení přátelé, ano (režie: Dušan Klein)
- Vojtěch, řečený sirotek (režie: Zdeněk Tyc)
- Zamilované maso (režie: Jan Švankmajer)

### Zahraniční filmy
- Les Baisers de secours (režie: Philippe Garrel)
- Báječní Bakerovi hoši (režie: Steve Kloves)
- Batman (režie: Tim Burton)
- Bouřňáci (režie: Eric Till)
- Charlie (režie: Don Bluth)
- Doručovací služba čarodějky Kiki (režie: Hajao Mijazaki)
- Follow Me (režie: Maria Knili)
- Glory (režie: Edward Zwick)
- Indiana Jones a poslední křížová výprava (režie: Steven Spielberg)
- Kdopak to mluví (režie: Amy Heckerling)
- Když Harry potkal Sally (režie: Rob Reiner)
- Krotitelé duchů 2 (režie: Ivan Reitman)
- Malá mořská víla (režie: Ron Clements a John Musker)
- Město smutku (režie: Chou Siao-sien)
- Mezi námi zvířaty (režie: Nick Park)
- Moje levá noha (režie: Jim Sheridan)
- Moucha II (režie: Chris Walas)
- Narozen 4. července (režie: Oliver Stone)
- Návrat do budoucnosti II (režie: Robert Zemeckis)
- Nenadálý host (režie: Georges Lautner)
- Noční můra v Elm Street 5: Dítě snu (režie: Stephen Hopkins)
- Oběti války (režie: Brian De Palma)
- Ocelové magnólie (režie: Herbert Ross)
- Povolení zabíjet (režie: John Glen)
- The Rainbow (režie: Ken Russell)
- Řidič slečny Daisy (režie: Bruce Beresford)
- Sex, lži a video (režie: Steven Soderbergh)
- Smrtonosná zbraň 2 (režie: Richard Donner)
- Společnost mrtvých básníků (režie: Peter Weir)
- Star Trek V: Nejzazší hranice (režie: William Shatner)
- Válka Roseových (režie: Danny DeVito)